# ماري كروز دياز
ماري كروز دياز (بالإسبانية: Mari Cruz Díaz)‏ هي منافسة ألعاب القوى إسبانية، ولدت في 24 أكتوبر 1969 في برشلونة في إسبانيا.

## وصلات خارجية
- ماري كروز دياز على موقع الاتحاد الدولي لألعاب القوى (الإنجليزية)
- ماري كروز دياز على موقع أوليمبيديا (الإنجليزية)